# Sauvagesia tenella
Sauvagesia tenella là một loài thực vật có hoa trong họ Ochnaceae. Loài này được Lam. miêu tả khoa học đầu tiên năm 1797.